# Vacancy chain
Nel linguaggio dell'economia, e della sociologia dell'organizzazione (ma anche in quello della biologia, dell'etologia, e dell'ecologia), le vacancy chain, o catene di opportunità, sono particolari meccanismi asincroni di sostituzione e allocazione che agiscono in condizioni di scarsa disponibilità e realizzano, attraverso sequenze (chain), una redistribuzione di risorse tra i membri di organizzazioni sociali ed economiche.
Il rovesciamento di paradigma sotteso dalla teoria delle vacancy chain consiste nel focalizzare l'attenzione non sul movimento delle singole risorse scambiate tra i membri, ma su quello risultante della "lacuna" (vacancy) creata in origine dalla risorsa liberata, il cui spostamento è il risultato del processo di allocazione.
Il campo di applicazione del concetto di catena di opportunità si è rivelato essere molto vasto, tanto che il termine "risorsa" va inteso in senso lato, facendo riferimento non solo a risorse materiali, ma anche a concetti immateriali, come una posizione lavorativa all'interno di un'organizzazione aziendale, o uno status sociale.
Il meccanismo delle vacancy chain fu enucleato ed enunciato per la prima volta da Harrison White, maggior studioso dell'argomento, sociologo laureato all'università di Princeton con un curriculum in fisica teorica maturata con il completamento di una precedente esperienza dottorale al Massachusetts Institute of Technology (MIT).

## Storia
Tali catene si incontrano in presenza di determinate condizioni (enunciate e codificate da Harrison White), quando ci si trova di fronte a una nuova risorsa che fa il suo ingresso nel sistema, oppure quando una risorsa già esistente si rende disponibile agli altri per effetto dell'abbandono, dell'allontanamento o del venir meno del possesso da parte di uno dei membri. Il primo caso si ha, ad esempio, quando una nuova unità unità abitativa diventa disponibile perché costruita ex novo o resa di nuovo agibile da un intervento di ristrutturazione edilizia. Il secondo caso si verifica quando una risorsa già detenuta viene "liberata" dal possesso del soggetto titolare: questo può avvenire, ad esempio, per effetto di una morte, o della decisione di cessare un'attività economica, o dell'abbandono di un'abitazione per trasferimento in altra città o per un ricongiungimento ad altro nucleo familiare (matrimonio, instaurazione di una convivenza, ritorno di un individuo alla famiglia di origine, ecc.), per un ricovero in casa di riposo, ecc.
Risale al 1941 un ampio studio condotto da T. H. Frank sul mercato statunitense delle auto nuove e usate, in cui emerse l'esistenza di meccanismi di sostituzione in sequenza, che l'autore riconobbe come cruciali per il funzionamento e per la fluidità del mercato complessivo dell'industria automobilistica. Lo studio confermava un'intuizione già interiorizzata dagli operatori di settore fin dall'inizio del XX secolo, circa la necessità, da parte di venditori e concessionari, di farsi carico del ritiro e della rivendita dell'auto usata posseduta dai loro potenziali acquirenti.
Un secondo studio, negli anni sessanta del Novecento, incentrato sul mercato immobiliare di Manhattan, fu portato avanti da Frank Kristof, direttore del settore ricerca e pianificazione del New York City Housing and Redevelopment Board.
La piena enucleazione del fenomeno, e il conio dello stesso termine vacancy chain, si devono ai fondamentali studi di Harrison White e di suoi allievi e collaboratori all'Harvard University (tra cui Ivan Chase e Michael Schwartz). Questi studi portarono alla modellizzazione matematica e confluirono nell'importante pubblicazione del 1970, per la Harvard University Press, di Chains of Opportunity. System Models of Mobility in Organizations, opera destinataria del Premio Pitirìm Sorokin conferito dall'American Sociological Association nel 1971.

## Descrizione del processo
Le vacancy chain originano dalla nuova disponibilità di una risorsa (nuova, o già esistente), un evento che innesca una serie di mutamenti e "aggiustamenti" che avvengono in sequenza: un primo soggetto avrà la possibilità di appropriarsi della nuova risorsa; se lo farà, libererà, probabilmente, anche un'altra risorsa da lui abbandonata perché ritenuta meno confacente; spinto dallo stesso motivo, un secondo soggetto potrà finire per occupare il "vuoto" lasciato dal primo e, al contempo, potrà generare, a sua volta, un nuovo vuoto occupabile, liberando una risorsa da lui ritenuta meno "adatta". Un terzo potrà muoversi a sua volta, e così via, fino all'estinzione del processo dopo un certo numero di passi. Questa catena di riposizionamenti, che parte dalla prima lacuna e giunge a un termine, dà luogo a quello che si definisce come vacancy chain. L'arresto di una catena avviene in corrispondenza di una risorsa, l'ultima, che non viene occupata da nessuno per vari motivi: essa può essere distrutta o riconosciuta come inutilizzabile (ad esempio, nel caso di demolizione di un'automobile o di un'abitazione), o perché, per i motivi più diversi, non incontra le preferenze di potenziali soggetti, o può sparire dall'orizzonte perché redistribuita ad altri (ad esempio, una posizione lavorativa lasciata libera non viene più rimpiazzata; oppure, il carico di lavoro di quella posizione viene redistribuito e riassorbito in azienda).

### Condizioni
Perché un processo di allocazione sia guidato dal meccanismo delle vacancy chain, è necessario che, nel loro complesso, le risorse che entrano in gioco siano accomunate, in astratto, da alcune caratteristiche condivise, codificate in modo preciso da Harrison Withe:
- deve trattarsi di qualcosa di individuabile, riutilizzabile, e definibile in termini di unità discrete.

Sono poi richieste ulteriori condizioni:
- una risorsa può essere occupata solo da un soggetto alla volta[2];
- le risorse in gioco devono essere molto desiderate dai soggetti dell'organizzazione (che desiderano appropriarsi di risorse a loro meglio confacenti, come case più grandi, o più belle, o in posizione più comoda e favorevole)[2];
- le opportunità devono essere relativamente rare, cioè in numero piccolo e scarso in relazione al numero di persone che potrebbero avervi interesse;
- inoltre, la maggior parte dei componenti dell'organizzazione deve poter già disporre di una risorsa dello stesso tipo, in modo da lasciarne dietro di sé una libera (lacuna= nel momento in cui optano per la nuova[2];
- infine, vi è la condizione più importante di tutte: ogni risorsa deve poter essere occupata da un soggetto solo quando è stata resa libera da qualcun altro[2].

### Paradigma interpretativo
È importante notare la diversa prospettiva da cui si analizza il fenomeno della mobilità secondo il modello vacancy chain: l'interesse dello studioso si appunta sull'"opportunità" che si sposta all'interno del sistema e non sul movimento dei soggetti coinvolti nell'occupazione/appropriazione delle risorse: in termini più precisi, una vacancy chain non è da considerarsi come il movimento di soggetti che si riposizionano per acquisire nuove risorse disponibili, ma come il fenomeno duale, in cui a muoversi è la stessa "lacuna" lasciata libera (e questo spostamento, come ovvio, avviene in senso opposto a quello degli individui). Quello proposto da Harrison White è un rovesciamento di paradigma rispetto alla tradizionale visione della mobilità nelle organizzazioni: in un sistema di impiego, ad esempio, lo studio delle vacancy chain si appunta non sui percorsi lavorativi dei soggetti a fare "carriera" (muovendosi in senso inverso rispetto ai soggetti) sono invece le "lacune". Questo rovesciamento di paradigma comporta alcune semplificazioni nell'approccio: la principale riguarda il fatto che si offre a un'efficace modellizzazione matematica mediante un processo markoviano; la seconda è rappresentata da un vantaggio in termini di raccolta dei dati e rappresentazione dell'informazione, sia in termini di quantità che di tempo: nel tenere traccia di ogni singolo soggetto va tenuto conto che ciascuna persona, di norma, mantiene per un tempo relativamente lungo una stessa posizione, secondo una durata valutabile nell'ordine di grandezza di anni, se non di decadi (si pensi a un posto di lavoro o a un'abitazione di proprietà o in affitto), mentre la sopravvivenza di una lacuna, di solito, ha una durata molto più effimera, misurabile in termini mesi se non di settimane (ad esempio: una casa sfitta o in vendita, un'offerta per un posto di lavoro).
In quest'ottica, il fenomeno può essere descritto in questi termini: una "lacuna" fa la sua comparsa nel sistema, quindi si sposta per un certo numero di passi, infine scompare dall'orizzonte osservativo, in un tempo valutabile nell'ordine di mesi.

## Effetti
Le catene di scambi asincroni note come vacancy chain producono il risultato di migliorare la condizione dei singoli individui coinvolti negli scambi, con un effetto che si riverbera sul benessere dell'intera organizzazione/comunità: l'effetto benefico generale sarà tanto maggiore quanto più lunga sarà la catena o quanto maggiore sarà il valore delle singole unità, mentre costi unitari più bassi o catene più brevi produrranno minori benefici. L'impatto, in termini di benefici, è molto superiore rispetto alla competizione tout court: in quest'ultima, due soggetti (o due gruppi) si contendono una risorsa e solo uno dei due (l'individuo o il gruppo vincitore) avrà benefici dall'esito della contesa. Al contrario, perfino in vacancy chain brevi, che richiedono solo 2 o 3 passi, si ottiene un vantaggio per il doppio o il triplo dei soggetti.
Un'analisi retrospettiva di Ivan Chase (basata sul già citato studio di T. H. Frank sul mercato di auto nuove e usate negli Stati Uniti) ha stimato, nel 1941, una lunghezza media delle catene pari a circa tre acquirenti, una conferma di quanto sia importante, per chi vende automobili, prendersi cura del destino delle vetture usate dei clienti.

## Applicazioni

### Mercati immobiliari
Un ambito in cui tali meccanismi si manifestano in modo è quello del mercato del settore immobiliare di una città o di un'area urbana (e, in effetti, studi iniziali sul fenomeno hanno riguardato proprio un mercato immobiliare, quello di Manhattan degli anni sessanta, da Frank Kristof, direttore del settore ricerca e pianificazione della New York City Housing and Redevelopment Board. Lo studio fu esteso poi ad altri singoli mercati immobiliari, non solo americani, o all'intero settore immobiliare statunitense. Ma fenomeni simili ricorrono anche in una vastissima serie di ambiti, come quello dei terreni agricoli, quello degli affitti, il mercato delle automobili di seconda mano, quello di altri oggetti usati, ecc.

### Mercato del lavoro
Altro ambito privilegiato per l'osservazione di vacancy chain emergenti è il mercato del lavoro, in cui il meccanismo si innesca quando un nuovo posto di lavoro viene creato oppure quando un posto di lavoro già esistente si rende disponibile per rinuncia, pensionamento, o morte di un soggetto (si è coniato, in questo caso, la definizione di job vacancy chains). Una catena di opportunità lavorativa può interrompersi per vari motivi: l'azienda decide di non sostituire il lavoratore che ha lasciato libero il suo posto, abolendone le funzioni o redistribuendole ai lavoratori già in organica senza renderlo disponibile a una nuova occupazione. L'interruzione può essere dovuta al fatto che un posto viene occupato da un lavoratore disoccupato, o proveniente dall'esterno dell'orizzonte considerato (ad esempio, un immigrato proveniente dall'esterno dell'area localmente considerata), o, comunque, qualcuno proveniente dall'esterno della forza lavoro.
Le analisi tradizionali dell'impatto dovuto a mutamenti di posizione dei lavoratori tendono a guardare al risultato complessivo e a non tenere in considerazione i rilevanti flussi che si muovono sotto la superficie di un mercato del lavoro di dimensioni metropolitane: considerare tali flussi un semplice 'rimescolamento' porta a sottovalutare o ignorare gli effetti sul benessere dovuti alla redistribuzione dei posti di lavoro che questi flussi sono in grado di mettere in moto.
Inoltre, l'approccio attraverso le vacancy chian permette di valutare gli effetti trickle-down, cioè quelli dovuti alla propagazione e al percolamento di benefici anche oltre la sfera iniziale in cui si è verificato lo stimolo. Le catene di opportunità sono il "veicolo" attraverso le quali tali effetti si propagano: lo studio delle vacancy chain permette, ad esempio, di apprezzare il modo in cui possono prodursi effetti di miglioramento del benessere lavorativo sulle classi sociali inferiori con la creazione di posti di lavoro (sia dovuta al mercato, sia a politiche di sovvenzionamento pubblico) che sono appannaggio delle classi sociali più alte.

### Mercati criminali
Fenomeni similari coinvolgono anche ambiti inaspettatamente lontani, in cui il "miglioramento" apportato dalle catene è un effetto socialmente deprecabile. È il caso del "mercato" criminale, in cui dinamiche governate da vacancy chain si verificano di norma quando, ad esempio, il campo d'azione viene lasciato libero da un soggetto criminale catturato o, comunque, neutralizzato, dalle forze dell'ordine (o da suoi rivali, o a seguito di assassinio o caduta in disgrazia). In questo caso, un evento come l'estromissione dalla scena criminale di un attore (sia esso individuo, leader, o gruppo criminale), magari grazie all'operato delle forze di polizia, innesca necessariamente un meccanismo di sostituzione a catena che offre miglioramenti e avanzamenti di carriera all'interno dell'organizzazione criminale (l'esistenza di lunghe catene di opportunità è stato verificato nel caso di piazze di spaccio lasciate libere a seguito di arresti di spacciatori di droga di grosso calibro).

### Organizzazioni religiose
Un altro esempio viene dal campo delle organizzazioni religiose, studiato dallo stesso Harrison White: la modellizzazione basata su vacancy chain ha dimostrato la sua accuratezza predittiva nei confronti della mobilità tra le gerarchie interne delle congregazioni del clero episcopale, metodista e presbiteriano, in cui la mobilità era alimentata da nuove opportunità messe a disposizione da eventi come morti, pensionamenti, apertura di nuove chiese, cambi di carriere. In conformità al paradigma sotteso dalle vacancy chain, a fare "carriera" (all'incontrario) tra le gerarchie del clero è la posizione vacante generatasi all'inizio della catena.

### Comunità non umane

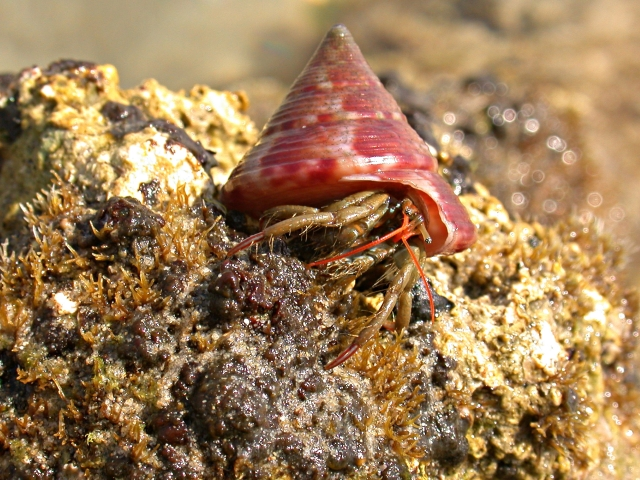
Il Pagurus longicarpus, oggetto di uno specifico studio incentrato su esemplari dalle spiagge di Long Island

Alla base del funzionamento delle sopraccitate vacancy chain è un meccanismo fondamentale dell'agire umano. Si tratta della «scelta individuale», frutto di un processo cognitivo complesso, nel quale entrano in gioco sofisticati ingredienti, come la conoscenza delle diverse opzioni in gioco, o i giudizi di valore espressi dal soggetto. La conoscenza delle opzioni disponibili può essere più o meno buono o completo a seconda del soggetto, mentre sulla capacità di esprimere giudizi di valore (ad esempio, sulla scelta di un appartamento o di un'automobile) incide un'amplissima serie di fattori, molto specifici e individuali, come la cultura del soggetto, il proprio sistema di valori, i pregiudizi, le aspirazioni sociali, la maggiore o minore dipendenza da mode e trend, le particolari necessità individuali che si intendono soddisfare, e molto altro ancora. Risulta, pertanto, degno di nota che da tale complessità decisionale e comportamentale emergano meccanismi uniformi, pur in ambiti del tutto diversi. Ad esempio, la preferenza accordata a una nuova conchiglia da parte di un paguro è un processo di scelta infinitamente meno complesso di quello che mettono in campo gli esseri umani quando scelgono una casa. Tuttavia, come si è scoperto da uno studio di Ivan Chase, i meccanismi di riposizionamento e allocazione che emergono nelle comunità di paguri (in questo caso, esemplari della specie Pagurus longicarpus raccolti da popolazioni sulle spiagge di Long Island) esibiscono caratteristiche del tutto sovrapponibili a quelle delle vacancy chain umane, tanto da potersi immaginare vere e proprie simulazioni di comportamenti collettivi mediante esperimenti effettuati su modelli artificiali incentrati sul mondo animale, che permettono di evitare le problematicità e le implicazioni di esperimenti sociali compiuti sul mondo reale dei gruppi sociali e delle comunità umane.
Al 2012, esistono studi preliminari che permettono di ipotizzare che la strategia delle vacancy chain si siano evolute in molte altre differenti specie: polpi, pesci ciclidi, patelle, pesci pagliaccio, aragoste (esemplari del Maine), picchi della coccarda; tutte queste specie sono accomunate, con i paguri, dal fatto di vivere in conchiglie, fessure e cavità della roccia o degli alberi o, in altri casi (come il pesce pagliaccio), in simbiosi mutualistica con gli anemoni di mare.

### Altri ambiti di applicazione
Dopo gli studi di White, le vacancy chain sono state applicate a una vasta gamma di fenomeni disparati, come le progressioni di carriera degli ufficiali delle forze armate, le carriere nei corpi di polizia, le panchine degli allenatori di football americano, ma anche alle bande di spacciatori di droga, lo sviluppo storico delle professioni, l'emergere di discriminazione basata sui gruppi etnici e quella basata sul genere (queste ultime sia nel mercato del lavoro sia in quello immobiliare). In tutti questi casi, si è dimostrato come il crearsi di un'opportunità dava la possibilità di cambiare posizione a un numero di persone compreso, in media, tra 2,5 e 3,5 individui.